# Libivá
Libivá (německy Libein) je předměstím Mohelnice, zhruba 2 km severně na hlavní silnici (I/44) do Zábřehu a Šumperku. Poblíž obce byly nalezeny pozůstatky keltského osídlení, jako vesnice je poprvé zmiňována v písemnostech roku 1273. Libivá má 240 obyvatel. V obci je malý rybník a je zcela obklopena poli – je zde také několik zachovalých zemědělských statků z 19. století.

## Památky
- socha Madony s Ježíškem držícím v ruce ptáče